# Nagy Judit (újságíró)
Pánczélné Nagy Judit (Budapest, 1931. április 25. – Budapest, 1983. augusztus 26.) magyar újságíró, színházi rendező, író.

## Életpályája
A Színház- és Filmművészeti Főiskola elvégzése után a Győri Kisfaludy Színházban volt rendező. 1959-től újságíróként dolgozott a Film Színház Muzsika című hetilapnál. Műfaja az interjú volt.
Sírja a Farkasréti temetőben látogatható (Hv7 (107)-1-3/4).

## Színházi munkái
A Színházi Adattárban regisztrált bemutatóinak száma: 12.
- George Bernard Shaw: Warrenné mestersége (1954)
- Csizmarek Mátyás: Bújócska (1954)
- Kálmán Imre: Csárdáskirálynő (1954)
- Dörner Lajos: Piroska és a farkas (1954)
- Dörner Lajos: Jancsi és Juliska (1955)
- Szirmai Albert: Mézeskalács (1955)
- Dörner Lajos: Hamupipőke (1955)
- Dörner Lajos: Hófehérke és a hét törpe (1955)
- Dörner Lajos: Szurtos Peti kalandjai (1955)
- Huszka Jenő: Mária főhadnagy (1955)
- Edmond Rostand: A megtréfált szerelmesek (1955)
- Iszaak Oszipovics Dunajevszkij: Mégis szeretlek (1956)